# 8 août aux Jeux olympiques d'été de 2024
Navigation
7 août 9 août
Le jeudi 8 août 2024 est le quinzième jour de compétitions des Jeux olympiques d'été de 2024 à Paris en France.

## Programme
| Heure UTC+02:00 (France)                      |               |
| bleu                                          | Cérémonie     |
| neutre                                        | Épreuve       |
| or                                            | Finale        |
| orange                                        | Petite finale |
| rose                                          | Reporté       |
| gris                                          | Annulé        |
| Compétition masculine                         | Hommes        |
| Compétition féminine                          | Femmes        |
| Compétition mixte (hommes et femmes mélangés) | Mixte         |
| Compétition en couple (1 homme et 1 femme)    | Couple        |
| modifier                                      |               |

| Horaire | Discipline Spécialité | Discipline Spécialité                              | Discipline Spécialité | Phase                       | Résultats                                                                     | Références |
| ------- | --------------------- | -------------------------------------------------- | --------------------- | --------------------------- | ----------------------------------------------------------------------------- | ---------- |
| 7 h 30  |                       | Natation 10 km eau libre                           | Compétition femmes    | Finale                      | Sharon van Rouwendaal · Moesha Johnson · Ginevra Taddeucci                    |            |
| 9 h 0   |                       | Golf Compétition féminine (Tour 2)                 | Compétition femmes    | Tour de compétition         | -                                                                             | -          |
| 9 h 0   |                       | Taekwondo Moins de 68 kg                           | Compétition hommes    | Éliminatoires               | -                                                                             | -          |
| 9 h 9   |                       | Taekwondo Moins de 57 kg                           | Compétition femmes    | 8e de finale                | -                                                                             | -          |
| 9 h 21  |                       | Taekwondo Moins de 68 kg                           | Compétition hommes    | 8e de finale                | -                                                                             | -          |
| 10 h 0  |                       | Escalade Combiné (Difficulté)                      | Compétition femmes    | 1/2 finale                  | -                                                                             | -          |
| 10 h 0  |                       | Gymnastique rythmique Concours général individuel  | Compétition femmes    | Qualifications (Phase 1)    | -                                                                             | -          |
| 10 h 0  |                       | Plongeon Tremplin à 3 mètres                       | Compétition femmes    | 1/2 finale                  | -                                                                             | -          |
| 10 h 0  |                       | Tennis de table Par équipes                        | Compétition hommes    | 1/2 finale                  | -                                                                             | -          |
| 10 h 5  |                       | Athlétisme Heptathlon (100 m haies                 | Compétition femmes    | Tour de compétition         | -                                                                             | -          |
| 10 h 25 |                       | Athlétisme Lancer du poids                         | Compétition femmes    | Qualifications              | -                                                                             | -          |
| 10 h 30 |                       | Canoë-kayak (course en ligne) C1 200 m             | Compétition femmes    | Éliminatoires               | -                                                                             | -          |
| 10 h 35 |                       | Athlétisme 100 m haies                             | Compétition femmes    | Repêchages                  | -                                                                             | -          |
| 11 h 0  |                       | Lutte Gréco-romaine - Moins de 67 kg               | Compétition hommes    | Repêchage                   | -                                                                             | -          |
| 11 h 0  |                       | Lutte Gréco-romaine - Moins de 87 kg               | Compétition hommes    | Repêchage                   | -                                                                             | -          |
| 11 h 0  |                       | Lutte Libre - Moins de 53 kg                       | Compétition femmes    | Repêchage                   | -                                                                             | -          |
| 11 h 0  |                       | Pentathlon moderne Compétition masculine (Escrime) | Compétition hommes    | Tour de classement          | -                                                                             | -          |
| 11 h 5  |                       | Athlétisme Heptathlon (Saut en hauteur)            | Compétition femmes    | Tour de compétition         | -                                                                             | -          |
| 11 h 10 |                       | Athlétisme Relais 4 × 100 m                        | Compétition femmes    | Qualifications              | -                                                                             | -          |
| 11 h 20 |                       | Canoë-kayak (course en ligne) C2 500 m             | Compétition hommes    | 1/2 finale                  | -                                                                             | -          |
| 11 h 30 |                       | Lutte Libre - Moins de 57 kg                       | Compétition femmes    | 8e de finale                | -                                                                             | -          |
| 11 h 30 |                       | Lutte Libre - Moins de 86 kg                       | Compétition hommes    | 8e de finale                | -                                                                             | -          |
| 11 h 35 |                       | Athlétisme Relais 4 × 100 m                        | Compétition hommes    | Qualifications              | -                                                                             | -          |
| 11 h 40 |                       | Canoë-kayak (course en ligne) K4 500 m             | Compétition femmes    | 1/2 finale                  | -                                                                             | -          |
| 11 h 50 |                       | Canoë-kayak (course en ligne) K4 500 m             | Compétition hommes    | 1/2 finale                  | -                                                                             | -          |
| 12 h 0  |                       | Athlétisme 800 m                                   | Compétition hommes    | Repêchages                  | -                                                                             | -          |
| 12 h 13 |                       | Voile Formula Kite                                 | Compétition hommes    | Reporté                     | -                                                                             | -          |
| 12 h 28 |                       | Escalade Vitesse                                   | Compétition hommes    | 1/4 de finale               | -                                                                             | -          |
| 12 h 40 |                       | Canoë-kayak (course en ligne) C1 200 m             | Compétition femmes    | 1/4 de finale               | -                                                                             | -          |
| 12 h 46 |                       | Escalade Vitesse                                   | Compétition hommes    | 1/2 finale                  | -                                                                             | -          |
| 12 h 50 |                       | Lutte Libre - Moins de 57 kg                       | Compétition femmes    | 1/4 de finale               | -                                                                             | -          |
| 12 h 50 |                       | Lutte Libre - Moins de 86 kg                       | Compétition hommes    | 1/4 de finale               | -                                                                             | -          |
| 12 h 55 |                       | Escalade Vitesse                                   | Compétition hommes    | Finale                      | Veddriq Leonardo · Wu Peng · Sam Watson                                       |            |
| 13 h 0  |                       | Water-polo Tournoi féminin                         | Compétition femmes    | 1/2 finale pour la 5e place | vs                                                                            |            |
| 13 h 13 |                       | Voile Formula Kite                                 | Compétition femmes    | Finale                      | Eleanor Aldridge · Lauriane Nolot · Annelous Lammerts                         |            |
| 13 h 20 |                       | Canoë-kayak (course en ligne) C2 500 m             | Compétition hommes    | Finale B                    | -                                                                             | -          |
| 13 h 30 |                       | Canoë-kayak (course en ligne) C2 500 m             | Compétition hommes    | Finale                      | Chine · Italie · Espagne                                                      |            |
| 13 h 40 |                       | Canoë-kayak (course en ligne) K4 500 m             | Compétition femmes    | Finale                      | Nouvelle-Zélande · Allemagne · Hongrie                                        |            |
| 13 h 50 |                       | Canoë-kayak (course en ligne) K4 500 m             | Compétition hommes    | Finale                      | Allemagne · Australie · Espagne                                               |            |
| 14 h 0  |                       | Hockey sur gazon Tournoi masculin                  | Compétition hommes    | Petite finale               | Inde 2 - 1 Espagne                                                            |            |
| 14 h 30 |                       | Taekwondo Moins de 68 kg                           | Compétition hommes    | 1/4 de finale               | -                                                                             | -          |
| 14 h 40 |                       | Taekwondo Moins de 57 kg                           | Compétition femmes    | 1/4 de finale               | -                                                                             | -          |
| 14 h 30 |                       | Pentathlon moderne Compétition féminine (Escrime)  | Compétition femmes    | Tour de classement          | -                                                                             | -          |
| 14 h 35 |                       | Water-polo Tournoi féminin                         | Compétition femmes    | 1/2 finale                  | vs                                                                            |            |
| 15 h 0  |                       | Gymnastique rythmique Concours général individuel  | Compétition femmes    | Qualifications (Phase 2)    | -                                                                             | -          |
| 15 h 0  |                       | Haltérophilie Moins de 59 kg                       | Compétition femmes    | Finale                      | Luo Shifang · Maude Charron · Kuo Hsing-Chun                                  |            |
| 15 h 0  |                       | Plongeon Tremplin à 3 mètres                       | Compétition hommes    | Finale                      | Xie Siyi · Wang Zongyuan · Osmar Olvera Ibarra                                |            |
| 15 h 0  |                       | Tennis de table Par équipes                        | Compétition femmes    | 1/2 finale                  | -                                                                             | -          |
| 16 h 0  |                       | Volley-ball Tournoi féminin                        | Compétition femmes    | 1/2 finale                  | vs                                                                            |            |
| 16 h 11 |                       | Taekwondo Moins de 68 kg                           | Compétition hommes    | 1/2 finale                  | -                                                                             | -          |
| 16 h 24 |                       | Taekwondo Moins de 57 kg                           | Compétition femmes    | 1/2 finale                  | -                                                                             | -          |
| 16 h 30 |                       | Handball Tournoi féminin                           | Compétition femmes    | 1/2 finale                  | vs                                                                            |            |
| 17 h 0  |                       | Beach-volley                                       | -                     | 1/2 finale                  | vs                                                                            |            |
| 17 h 0  |                       | Cyclisme sur piste Omnium (Course scratch)         | Compétition hommes    | Tour de compétition         | -                                                                             | -          |
| 17 h 0  |                       | Football Tournoi masculin                          | Compétition hommes    | Petite finale               | Égypte 0 - 6 Maroc                                                            |            |
| 17 h 18 |                       | Cyclisme sur piste Keirin                          | Compétition femmes    | 1/4 de finale               | -                                                                             | -          |
| 17 h 30 |                       | Basket-ball Tournoi masculin                       | Compétition hommes    | 1/2 finale                  | vs                                                                            |            |
| 17 h 38 |                       | Cyclisme sur piste Omnium (Course tempo)           | Compétition hommes    | Tour de compétition         | -                                                                             | -          |
| 18 h 0  |                       | Beach-volley                                       | -                     | 1/2 finale                  | vs                                                                            |            |
| 18 h 0  |                       | Water-polo Tournoi féminin                         | Compétition femmes    | 1/2 finale pour la 5e place | vs                                                                            |            |
| 18 h 1  |                       | Cyclisme sur piste Vitesse individuelle            | Compétition hommes    | 1/4 de finale               | -                                                                             | -          |
| 18 h 15 |                       | Cyclisme sur piste Keirin                          | Compétition femmes    | 1/2 finale                  | -                                                                             | -          |
| 18 h 15 |                       | Lutte Libre - Moins de 57 kg                       | Compétition hommes    | 1/2 finale                  | -                                                                             | -          |
| 18 h 25 |                       | Cyclisme sur piste Omnium (Course à l'élimination) | Compétition hommes    | Tour de compétition         | -                                                                             | -          |
| 18 h 35 |                       | Lutte Libre - Moins de 86 kg                       | Compétition hommes    | 1/2 finale                  | -                                                                             | -          |
| 18 h 55 |                       | Lutte Libre - Moins de 57 kg                       | Compétition femmes    | 1/2 finale                  | -                                                                             | -          |
| 19 h 0  |                       | Hockey sur gazon Tournoi masculin                  | Compétition hommes    | Finale                      | Allemagne 1 (1) - 1 (3) Pays-Bas                                              |            |
| 19 h 1  |                       | Cyclisme sur piste Keirin                          | Compétition femmes    | Finale                      | Ellesse Andrews · Hetty van de Wouw · Emma Finucane                           |            |
| 19 h 27 |                       | Cyclisme sur piste Omnium (Course aux points)      | Compétition hommes    | Finale                      | Benjamin Thomas · Iúri Leitão · Fabio Van den Bossche                         |            |
| 19 h 30 |                       | Haltérophilie Moins de 73 kg                       | Compétition hommes    | Finale                      | Rizki Juniansyah · Weeraphon Wichuma · Bojidar Andreev                        |            |
| 19 h 30 |                       | Lutte Gréco-romaine - Moins de 67 kg               | Compétition hommes    | Finale                      | Saeid Esmaeili · Parviz Nasibov · Hasrat Djafarov / Luis Orta                 |            |
| 19 h 30 |                       | Taekwondo Moins de 68 kg                           | Compétition hommes    | Repêchages                  | -                                                                             | -          |
| 19 h 35 |                       | Athlétisme Heptathlon (Lancer du poids)            | Compétition femmes    | Tour de compétition         | -                                                                             | -          |
| 19 h 35 |                       | Athlétisme 1 500 m                                 | Compétition femmes    | 1/2                         | -                                                                             | -          |
| 19 h 35 |                       | Water-polo Tournoi féminin                         | Compétition femmes    | 1/2 finale                  | vs                                                                            |            |
| 19 h 40 |                       | Taekwondo Moins de 57 kg                           | Compétition femmes    | Repêchages                  | -                                                                             | -          |
| 20 h 0  |                       | Athlétisme Saut en longueur                        | Compétition femmes    | Finale                      | Tara Davis-Woodhall · Malaika Mihambo · Jasmine Moore                         |            |
| 20 h 0  |                       | Tennis de table Par équipes                        | Compétition femmes    | 1/2 finale                  | -                                                                             | -          |
| 20 h 0  |                       | Volley-ball Tournoi féminin                        | Compétition femmes    | 1/2 finale                  | vs                                                                            |            |
| 20 h 4  |                       | Cyclisme sur piste Vitesse individuelle            | Compétition hommes    | Finale pour la 5e place     | -                                                                             | -          |
| 20 h 5  |                       | Lutte Gréco-romaine - Moins de 87 kg               | Compétition hommes    | Finale                      | Semen Novikov · Alireza Mohmadi · Turpal Bisultanov / Zhan Beleniuk           |            |
| 20 h 19 |                       | Taekwondo Moins de 68 kg                           | Compétition hommes    | Finale                      | Ulugbek Rashitov · Zaid Kareem · Edival Pontes / Liang Yushuai                |            |
| 20 h 25 |                       | Athlétisme Lancer du javelot                       | Compétition hommes    | Finale                      | Ashrad Nadeem · Neeraj Chopra · Anderson Peters                               |            |
| 20 h 30 |                       | Athlétisme 200 m                                   | Compétition hommes    | Finale                      | Letsile Tebogo · Kenneth Bednarek · Noah Lyles                                |            |
| 20 h 34 |                       | Taekwondo Moins de 57 kg                           | Compétition femmes    | Finale                      | Kim Yu-jin · Nahid Kiyanichandeh · Alizadeh Kimia / Skylar Park               |            |
| 20 h 50 |                       | Lutte Libre - Moins de 53 kg                       | Compétition femmes    | Finale                      | Akari Fujinami · Lucía Yépez · Choe Hyo-gyong / Pang Qianyu                   |            |
| 20 h 55 |                       | Athlétisme Heptathlon (200 m                       | Compétition femmes    | Tour de compétition         | -                                                                             | -          |
| 21 h 0  |                       | Beach-volley                                       | -                     | 1/2 finale                  | vs                                                                            |            |
| 21 h 0  |                       | Basket-ball Tournoi masculin                       | Compétition hommes    | 1/2 finale                  | vs                                                                            |            |
| 21 h 25 |                       | Athlétisme 400 m haies                             | Compétition femmes    | Finale                      | Sydney McLaughlin-Levrone · Anna Cockrell · Femke Bol                         |            |
| 21 h 30 |                       | Boxe Poids plumes (Moins de 57 kg)                 | Compétition hommes    | 1/2 finale                  | -                                                                             | -          |
| 21 h 30 |                       | Handball Tournoi féminin                           | Compétition femmes    | 1/2 finale                  | vs                                                                            |            |
| 21 h 45 |                       | Athlétisme 110 m haies                             | Compétition hommes    | Finale                      | Grant Holloway · Daniel Roberts · Rasheed Broadbell                           |            |
| 22 h 0  |                       | Beach-volley                                       | -                     | 1/2 finale                  | vs                                                                            |            |
| 22 h 2  |                       | Boxe Poids moyens (Moins de 75 kg)                 | Compétition femmes    | 1/2 finale                  | -                                                                             | -          |
| 22 h 34 |                       | Boxe Poids mouches (Moins de 51 kg)                | Compétition hommes    | Finale                      | Hasanboy Dusmatov · Billal Bennama · Daniel Varela de Pina / Junior Alcántara |            |
| 22 h 51 |                       | Boxe Poids coqs (Moins de 54 kg)                   | Compétition femmes    | Finale                      | Chang Yuan · Hatice Harkaş · Im Ae-ji / Pang Chol-mi                          |            |

## Tableaux des médailles
| Rang  | Nation                 | Or | Argent | Bronze | Total |
| ----- | ---------------------- | -- | ------ | ------ | ----- |
| 1     | Chine                  | 4  | 2      | 2      | 8     |
| 2     | États-Unis             | 3  | 3      | 3      | 9     |
| 3     | Pays-Bas               | 2  | 1      | 2      | 5     |
| 4     | Indonésie              | 2  | 0      | 0      | 2     |
| 4     | Nouvelle-Zélande       | 2  | 0      | 0      | 2     |
| 4     | Ouzbékistan            | 2  | 0      | 0      | 2     |
| 7     | Allemagne              | 1  | 3      | 0      | 4     |
| 8     | France                 | 1  | 2      | 0      | 3     |
| 8     | Iran                   | 1  | 2      | 0      | 3     |
| 10    | Bulgarie               | 1  | 0      | 2      | 3     |
| 11    | Corée du Sud           | 1  | 0      | 1      | 2     |
| 11    | Grande-Bretagne        | 1  | 0      | 1      | 2     |
| 13    | Botswana               | 1  | 0      | 0      | 1     |
| 13    | Japon                  | 1  | 0      | 0      | 1     |
| 13    | Pakistan               | 1  | 0      | 0      | 1     |
| 16    | Australie              | 0  | 2      | 0      | 2     |
| 17    | Canada                 | 0  | 1      | 1      | 2     |
| 17    | Italie                 | 0  | 1      | 1      | 2     |
| 17    | Ukraine                | 0  | 1      | 1      | 2     |
| 20    | Équateur               | 0  | 1      | 0      | 1     |
| 20    | Inde                   | 0  | 1      | 0      | 1     |
| 20    | Jordanie               | 0  | 1      | 0      | 1     |
| 20    | Portugal               | 0  | 1      | 0      | 1     |
| 20    | Thaïlande              | 0  | 1      | 0      | 1     |
| 20    | Turquie                | 0  | 1      | 0      | 1     |
| 26    | Corée du Nord          | 0  | 0      | 2      | 2     |
| 26    | Espagne                | 0  | 0      | 2      | 2     |
| 28    | Azerbaïdjan            | 0  | 0      | 1      | 1     |
| 28    | Belgique               | 0  | 0      | 1      | 1     |
| 28    | Brésil                 | 0  | 0      | 1      | 1     |
| 28    | Cap-Vert               | 0  | 0      | 1      | 1     |
| 28    | Cuba                   | 0  | 0      | 1      | 1     |
| 28    | Danemark               | 0  | 0      | 1      | 1     |
| 28    | Grenade                | 0  | 0      | 1      | 1     |
| 28    | Hongrie                | 0  | 0      | 1      | 1     |
| 28    | Inde                   | 0  | 0      | 1      | 1     |
| 28    | Jamaïque               | 0  | 0      | 1      | 1     |
| 28    | Maroc                  | 0  | 0      | 1      | 1     |
| 28    | Mexique                | 0  | 0      | 1      | 1     |
| 28    | République dominicaine | 0  | 0      | 1      | 1     |
| 28    | Taipei chinois         | 0  | 0      | 1      | 1     |
| Total | Total                  | 24 | 24     | 32     | 80    |

| Rang  | Nation          | Or  | Argent | Bronze | Total |
| ----- | --------------- | --- | ------ | ------ | ----- |
| 1     | Chine           | 29  | 25     | 18     | 72    |
| 2     | États-Unis      | 27  | 36     | 33     | 97    |
| 3     | Australie       | 18  | 14     | 11     | 43    |
| 4     | France          | 14  | 19     | 21     | 54    |
| 5     | Grande-Bretagne | 13  | 17     | 21     | 51    |
| Total | Total           | 213 | 209    | 251    | 673   |